# Newsletters on Stratigraphy
Newsletters on Stratigraphy ist eine begutachtete, wissenschaftliche Fachzeitschrift, die von der Gebrüder Borntraeger Verlagsbuchhandlung, dem Schwesterverlag der E. Schweizerbart’schen Verlagsbuchhandlung, herausgegeben wird. Sie publiziert u. a. originäre Forschungsarbeiten, Reviews und Hintergrundartikel zu geologischen Themen, die sich mit stratigraphischen Methodiken verschiedener geologischer Disziplinen befassen.
Der Impact Factor lag im Jahr 2019 bei 3,025, der fünfjährige Impact Factor bei 3,524. Damit lag die Zeitschrift beim zweijährigen Impact Factor auf Rang 7 von 47 wissenschaftlichen Zeitschriften in der Kategorie „Geologie“.